# European Innovation Scoreboard
L'European Innovation Scoreboard è uno strumento di misura utilizzato dall'Unione europea per stilare la classifica dei paesi europei (anche non aderenti all'Unione stessa) con maggiori capacità espresse di innovazione.
L'EIS si basa su 32 indicatori statistici e fa uso del RIS (Regional Information Survey) che quantifica l'innovazione regionale al livello europeo. Uno strumento analogo è il Regional Innovation Scoreboard, pensato per classificare le suddivisioni amministrative di primo livello (Regioni).